# Abtei St. Michael (Siegburg)

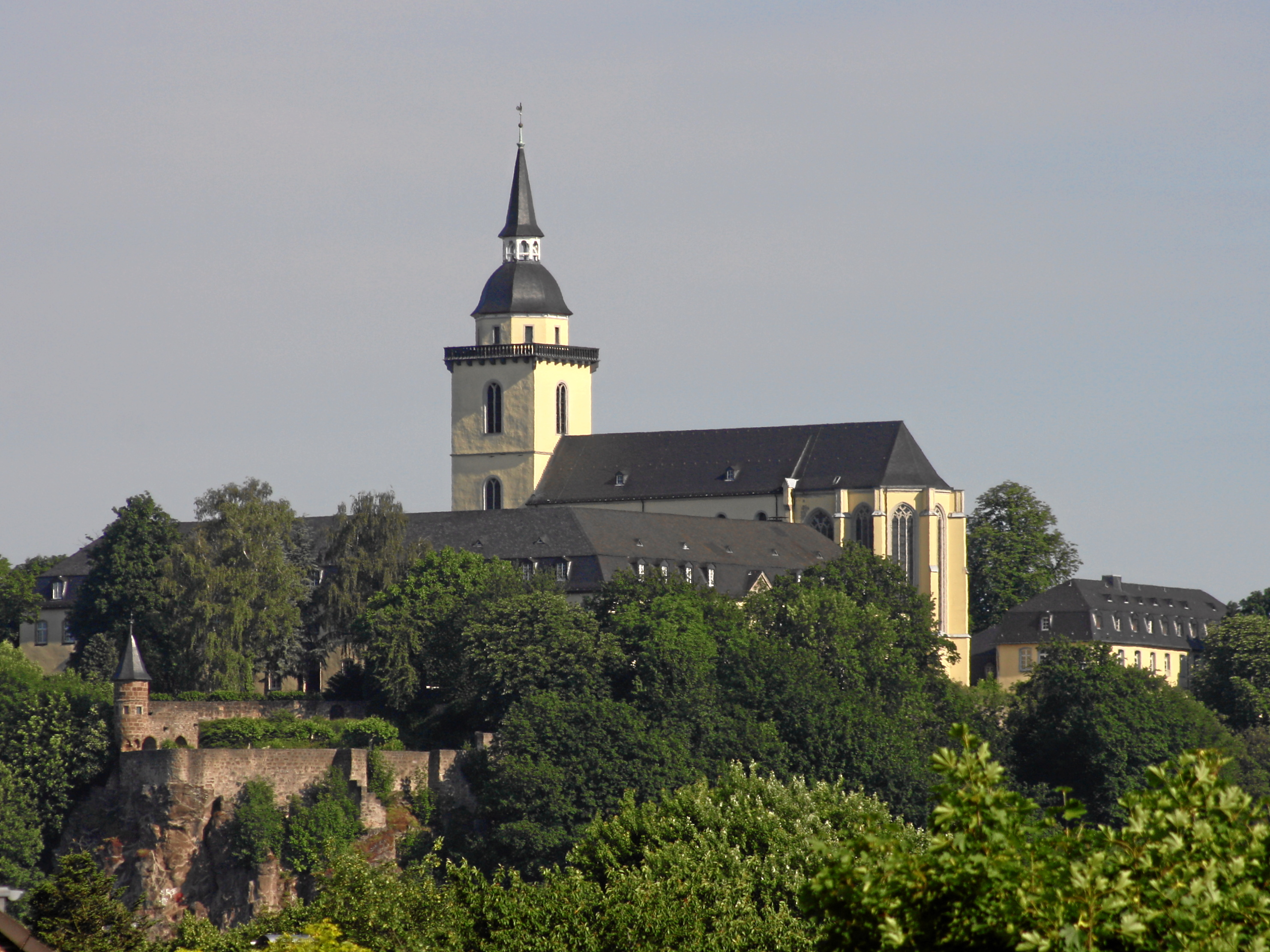
Die Siegburger Abtei Sankt Michael von Süden mit dem erhaltenen Johannistürmchen (links)

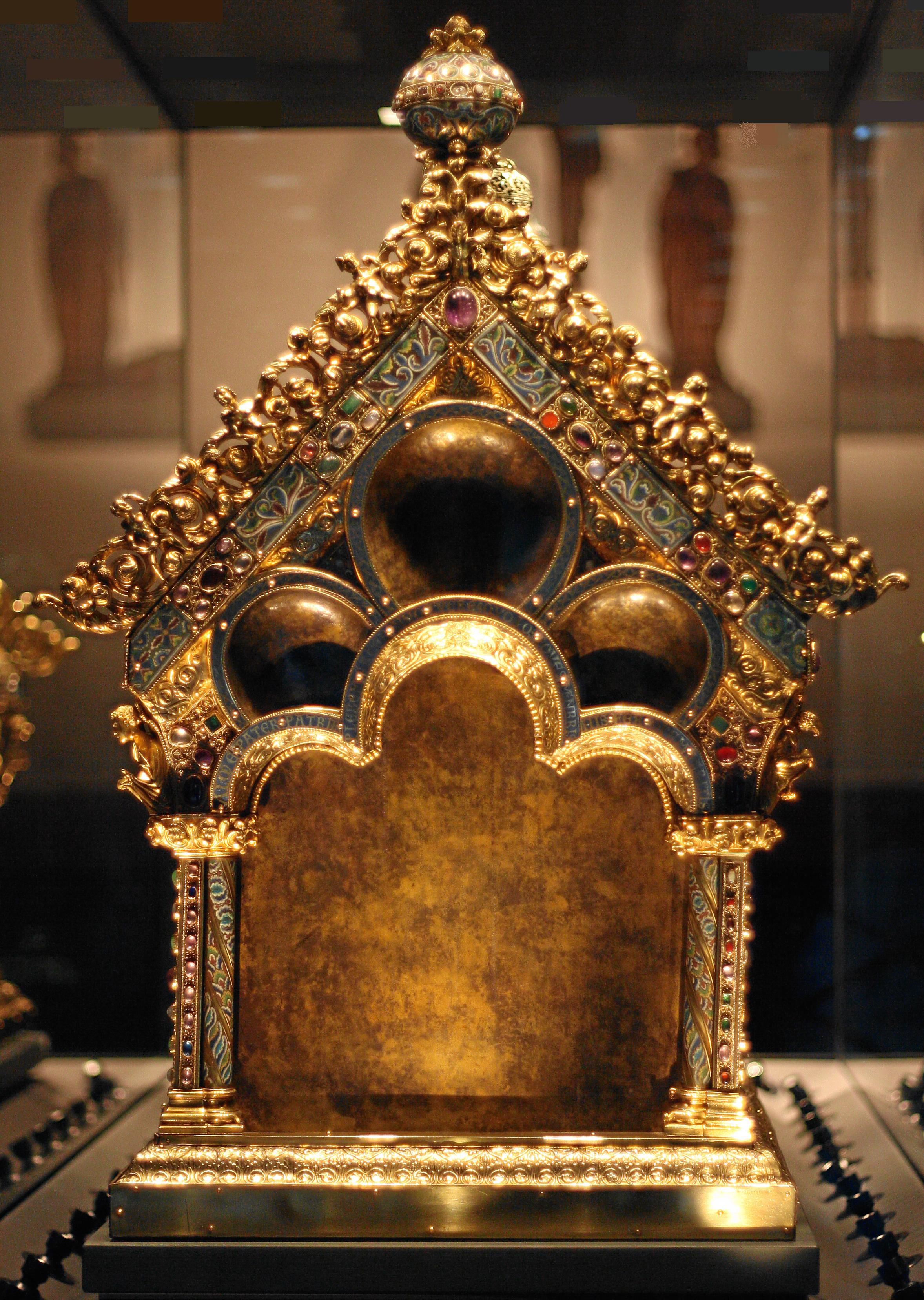
Annoschrein von 1183

Die Abtei Michaelsberg war eine Abtei des Benediktinerordens. Sie bestand von 1064 bis 1803. Nach der Säkularisation aufgehoben, dienten die Baulichkeiten unter anderem als Irrenanstalt. Im Jahr 1914 wurde das Kloster von niederländischen Benediktinern wiederbesiedelt; es trug den Namen „Benediktinerabtei Michaelsberg“ und bestand bis 2011. Das Klostergebäude liegt auf dem Michaelsberg, etwa 40 Meter über der Stadt Siegburg. Es beherbergt heute das Katholisch-Soziale Institut des Erzbistums Köln und ein kleines Karmelitenkloster.

## Geschichte
Der heutige Michaelsberg, damals Siegberg genannt, wurde um 800 erstmals durch die Ezzonen bewohnt, den Grafen vom Auelgau, die dort ihre Burg errichteten.

### Mittelalter
1064 gründete der Kölner Erzbischof Anno II. dort eine Benediktinerabtei. Schutzpatron der Abtei wurde der Erzengel Michael, der fortan der Abtei und dem Berg den Namen gab. Schnell wurde das Kloster zu einer Reformabtei im Zuge der Reformen von Cluny. Allerdings wies die Klosterverfassung gegenüber Cluny erhebliche Unterschiede auf. Als Siegburger Reform fand diese Richtung eine weite Verbreitung. Nach dem Tod des Erzbischofs Anno 1075 wurde dieser in der Abtei beigesetzt. Um die Heiligsprechung Annos voranzutreiben, entstand in Siegburg mit der Vita Annonis Minor eine Lebensbeschreibung des Bischofs. Anlässlich seiner Heiligsprechung wurden Annos Gebeine 1183 in den Annoschrein übertragen, der heute noch in der Abteikirche besichtigt werden kann.
Weitere in der Abtei begrabene Kölner Erzbischöfe waren der im Jahre 1099 verstorbene Hermann III. von Hochstaden und der 1131 verstorbene Friedrich I. von Schwarzenburg.
Aus dem Kloster wurde 1085 Norbert von Iburg als dritter Abt des Klosters Iburg nach Iburg entsandt. Er hielt nach dem Tod des Osnabrücker Bischofs Benno II. dessen Biografie fest. Diese anonym verfasste Vita wurde zwischen 1090 und 1100 im Iburger Benediktinerkloster geschrieben. Sie wird von Historikern gegenüber Hagiographien als sachlich, ungeschminkt und tatsachenreich bezeichnet. Der Verzicht auf Schönfärberei sei „in diesem hohen Maß innerhalb der mittelalterlichen Biographik etwas Außergewöhnliches“. Das Original der Schrift ist nicht erhalten.
Die Abtei hatte bald nach ihrer Entstehung einen großen Zulauf von Mönchen, so dass sie mit der Gründung von Tochterklöstern begann. Als erste abhängige Klostergemeinschaft wurde vor 1105 die Propstei St. Pankratius in Oberpleis gegründet. Weitere Propsteien entstanden 1110 in Remagen und 1256 in Cyriax an der Agger.
Ab 1125 stellten für lange Zeit die Grafen von Berg die Vögte der Abtei und erbauten 1243 eine eigene Burg in Siegburg. Es begann eine jahrhundertelange Fehde zwischen den Äbten des Klosters und den Grafen von Berg, die die Landesherrschaft und Reichsunmittelbarkeit der Abtei nicht anerkennen wollten. Folgende Vögte sind urkundlich überliefert:
- vor 1254: Heinrich, quondam advocatus
- 1254: Heinrich gen. Lohmar, advocatus
- 1264: Herlivus, advocatus
- 1310: Engelbert von dem Bottlenberg, Vogt von Siegburg
- 1313: Wilhelm von Troisdorf, advocatus in Siberg
- 1326: Ludwig von Rott, Vogt
- 1335–1338: Gottschalk Moir von der Sülz, Vogt in Siegburg
- 1351–1354: Emmerich von Bernsau, advocatus in Sybergh
- 1362–1363: Ludwig von Lülsdorf, vaet zo Siberg

1403 kam es aufgrund einer Neubesetzung der Vogtstelle zu einem Krieg zwischen Abtei und Stadt, wobei Teile der Stadt in Brand geschossen wurden. 1512 wurde der Abtei nach langem Rechtsstreit die Reichsunmittelbarkeit zuerkannt. Seit 1504 ist die Herstellung des Abtei-Liqueurs dokumentiert, der seit 1952 wieder in der Abtei produziert wird. 1576 wies Abt Gottfried von Eyll alle evangelischen Bürger aus der Stadt, und 1593/1594 ließ Abt Wilhelm von Hochkirchen in Siegburg eine Lateinschule gründen.

### Neuzeit
1632 bis 1635 wurden Siegburg und die Abtei von schwedischen Truppen besetzt und die Verteidigungsanlagen der Abtei verstärkt. Im Verlauf des Dreißigjährigen Krieges gewann der Herzog von Jülich-Berg die Oberhand, Siegburg wurde 1676 jülich-bergische Landesstadt. Der Abtei blieben ihre sonstigen Besitzungen und Rechte durch einen Erbvergleich erhalten. 1649 bis 1667 wurde die Abteikirche mit barocken Elementen durch Abt Johann von Bock neu aufgebaut. 1670 wurden große Teile der Befestigungsanlage durch jülich-bergische Truppen zerstört. 1692 wurde Emilia Rosina von Auwach geb. von Koppenstein in der Kirche beigesetzt. Ihr Wappenepitaph ist in der Krypta eingemauert. Sie war die Mutter des Speyerer Domdekans und fürstbischöflichen Regierungspräsidenten Hermann Lothar von Auwach († 1722). 1736, 1762 und 1772 kam es zu Bränden in der Abtei, wodurch sie in etwa ihre heutige Form erhielt.

#### Preußische Landeshoheit
Im Zuge der Säkularisation wurde die Abtei am 12. September 1803 aufgehoben. Am 19. Mai 1812 wurde der Kirchenschatz der Abtei der Pfarrkirche St. Servatius zugesprochen. 1816 bis 1820 war die Abtei Sitz des Landrates des Kreises Siegburg.
Ab 1. Januar 1825 wurde in den Abteigebäuden die Erste Rheinische Irrenheilanstalt für 200 „heilbare Irre“ unter Maximilian Jacobi eingerichtet. Zum 1. Mai 1878 wurde die Anstalt nach Düren verlegt. 1829 wurde die Abteikirche Simultankirche und auch von der neu gegründeten evangelischen Gemeinde genutzt, die 1879 eine eigene Kirche erhielt. 1834 wurde die ehemalige Klosterkirche Pfarrkirche. 1879 bis 1914 wurde die Abtei als Zuchthaus genutzt, in dem nach einem Anbau von 1890 500 Gefangene untergebracht worden sind.
Am 22. Oktober 1910 erwarb die Stadt den Michaelsberg, um dort wieder ein Benediktiner-Kloster zu ermöglichen. Am 28. Februar 1914 wurde dies vom Staat Preußen genehmigt, und am 2. Juli 1914 trafen die ersten Mönche der benediktinischen Sublazenserkongregation aus dem Kloster Merkelbeek (Niederlande) in Siegburg ein.

#### Erster Weltkrieg
Am 1. August 1914 stellte die Abtei sich als Reservelazarett zur Verfügung. Dies wurde am 10. Februar 1919 durch die britische Militärregierung aufgelöst, die anschließend über 500 kanadische Soldaten dort einquartierte. Lediglich zwei Räume für zwei Patres wurden hiervon ausgenommen. Im Februar 1920 wurden die Kanadier von französischen Truppen abgelöst und die Abtei zur Caserne de la Marne. Am 2. August 1921 wurden Teile der Abtei vom französischen Kriegsministerium wieder freigegeben, am 29. Januar 1926 wurde die Besatzung aufgegeben. Juli 1929 wurde der Gefangenentrakt wieder niedergelegt.

#### Nationalsozialismus und Zweiter Weltkrieg
Am 26. Juli 1931 wurde im Nordflügel der Abtei das Siegburger Heimatmuseum eingerichtet. Dieses wurde am 6. Mai 1940 geschlossen, als in der Abtei wiederum ein Reservelazarett eingerichtet wurde. Am 6. Mai 1941 wurde die Abtei durch die SS aufgehoben und die Mönche wurden vertrieben.
Bei einem Bombenangriff am 28. Dezember 1944 wurden die Gebäude der Abtei trotz der aufgespannten Lazarettfahnen des Roten Kreuzes fast völlig zerstört. Auch am 3. März 1945 erhielt die Abtei mehrere Bombentreffer.

#### Nach dem Zweiten Weltkrieg
Nach Kriegsende kehrten die Mönche in die Abtei zurück. Bei Ausgrabungen im Rahmen des Wiederaufbaus der Abtei wurde am 14. August 1947 das Annograb wiederentdeckt. Am 20. März 1949 wurde die wiederhergestellte Krypta der Abteikirche eingeweiht und am 25. September wurden die Gebeine des Hl. Anno von der Servatiuskirche in die Abteikirche überführt.
Seit 1952 wird in der Abtei wieder der traditionelle Klosterlikör hergestellt. Nach der Auflösung des Konvents wird die Produktion von einem privaten Unternehmen fortgeführt. Seit 2004 wird für die Abtei das Michel, ein obergäriges Bier, gebraut.
Am 8. September 1953 wurde die wieder errichtete Abteikirche eingeweiht. Am 25. April 1955 wurde auch der bisher in der Schatzkammer von St. Servatius zurückgehaltene kostbare Annoschrein in die Abtei überführt und mit den Gebeinen in die neue Annokapelle verbracht, am 6. Juli 1956 erfolgte die Weihe der neuen Orgel. Die meisten Glasmalereien in der Abteikirche wurden in den Jahren 1952–1954 von Ernst Jansen-Winkeln geschaffen.
Anfang Dezember 1968 trat Abt Alkuin aus Protest gegen den autoritären Amtsstil der Kirche und die Verurteilung des Reutlinger Religionspädagogen Hubertus Halbfas von seinem Amt zurück und aus dem Kloster aus; auf eigenen Antrag wurde er am 30. Januar 1970 in den Laienstand zurückversetzt. Am 23. April 1983 wurde das Abteimuseum eröffnet. Die Renovierung der Krypta wurde am 25. Februar 1995 abgeschlossen.
Der Nordflügel und ein großer Teil des Westflügels beherbergten vom 20. April 1997 bis 2014 das „Edith-Stein-Exerzitienhaus“ des Erzbistums Köln. Vorher hatte die Bundesfinanzakademie diese Räumlichkeiten genutzt. In der Abtei gab es außerdem das Jugendgästehaus „St. Maurus“ (Hotel garni) und bis 2010 die „Abteistuben“ und eine Buch- und Kunsthandlung. Männer konnten auch „Tage im Kloster“ verbringen. Am Pfingstmontag 2006 segnete Abt Raphael die neuen Glocken, die einige Tage später im Glockenstuhl eingebaut wurden.

#### Auflösung der Abtei 2010/2011
Am 16. Mai 2010 bat Abt Raphael Bahrs im Rahmen einer Kanonischen Visitation um Entpflichtung von seinem Amt, weil er sich den notwendigen einschneidenden Entscheidungen wirtschaftlicher Art nicht gewachsen fühlte. Abtpräses Bruno Marin nahm den Rücktritt an. Kirchenrechtlich wurde der Abtpräses dadurch zum Klosteroberen, der diese Aufgabe an Altabt Albert Altenähr (Neue Benediktinerabtei Kornelimünster) delegierte. Hausoberer wurde P. Christian Dieckmann. Ende Juni 2010 schloss die Abtei aus wirtschaftlichen Gründen das Hotel-Restaurant „Abtei-Stuben“ und die klösterliche Buch- und Kunsthandlung. Gemeinsam mit dem Erzbistum Köln wurde an einem neuen Wirtschaftskonzept gearbeitet, um in Verbindung mit einem Gesprächsprozess zum benediktinischen Profil den Fortbestand der Abtei zu sichern.
Am 8. November 2010 teilte der Konvent mit, dass die Abtei Michaelsberg aufgegeben werden solle. Als Gründe wurden die mangelhafte finanzielle und personelle Situation genannt. Der Kölner Erzbischof Joachim Kardinal Meisner erklärte, er werde sich dafür einsetzen, dass eine andere Gemeinschaft die geistliche Präsenz auf dem Michaelsberg fortführe. Am Dreifaltigkeitssonntag, dem 19. Juni 2011 wurde in einem Pontifikal-Gottesdienst mit Kardinal Meisner, einem Tag der Begegnung und einer Pontifikalvesper mit Abtpräses Bruno Marin aus Rom die fast tausendjährige Geschichte des Michaelsbergs als Standort von Abteien beendet. Die verbliebenen Mönche mussten sich im Rahmen der kirchenrechtlichen Möglichkeiten eine neue Heimat suchen.

#### Entwicklung ab 2012
Am 12. September 2013 errichteten auf Einladung des Erzbistums Köln sechs Priester der Ordensgemeinschaft der Unbeschuhten Karmeliten (OCD) auf dem Michaelsberg eine klösterliche Gemeinschaft in dem bisher als Jugendgästehaus genutzten Teil des Klosters, der zu diesem Zweck umgebaut wurde. Die aus Indien stammenden Ordensleute halten täglich Gottesdienste in der Abteikirche und sind seelsorglich tätig. Von Oktober 2016 bis Anfang 2017 wurde die Abteikirche wegen grundlegender Bauarbeiten an Klostergebäuden und Zufahrtsstraße geschlossen, die Karmeliten wohnten vorübergehend im „Haus Magdalena“ in Bad Honnef.
Ferner verlegte das bis dahin in Bad Honnef ansässige Katholisch-Soziale Institut der Erzdiözese Köln (KSI) seinen Standort auf den Michaelsberg. Der Umzug nach Umbau- und Erweiterungsmaßnahmen in den Abteigebäuden fand Anfang 2017 statt, die Eröffnung nahmen am 7. Mai 2017 Bundeskanzlerin Angela Merkel und Erzbischof Rainer Maria Kardinal Woelki vor.
Das „Edith-Stein-Exerzitienhaus“ des Erzbistums Köln wurde 2014 am Standort Siegburg geschlossen und zog um nach Altenberg.

## Glocken der Abteikirche
Im Westturm hängt ein Großgeläut aus sieben Bronze-Glocken, die das größte Geläut der Stadt bilden. Alle Glocken sind Werke der Glockengießerei Petit & Gebr. Edelbrock aus Gescher. Im Jahre 2006 gelangten die beiden großen Glocken auf den Turm; ihre tongleichen Vorgängerinnen (Glockengießerei Monasterium, Münster) waren schadhaft an der Krone und mussten daher aus Sicherheitsgründen ersetzt werden. Die drei großen Glocken wurden an verkröpfte Joche gehängt, was zu klanglichen Einbußen führt.
| Nr. | Name                      | Gussjahr | Gießer                  | Durchmesser (mm) | Masse (kg) | Schlagton (HT-1/16) | Inschrift |
| 1   | Maria                     | 2006     | Petit & Gebr. Edelbrock | 1772             | 3764       | b0 +1               | VIRGO REGINA MONACHORUM NOS VICE MATERNA PROTEGE VIVIFICA                                                                                               |
| 2   | Michael und Mauritius     | 2006     | Petit & Gebr. Edelbrock | 1454             | 2015       | des1 +1             | EXIME MICHAEL DE FAUCE TUOS INIMICI NOS O MAURITI VIRTUTE TUERE POTENTI                                                                                 |
| 3   | Joseph                    | 1995     | Petit & Gebr. Edelbrock | 1316             | 1503       | es1 +2              | O JOSEPH SANCTE PER VITAE COMMODA NOBIS EXIME NOS MORTI TRANSFER AD ALTA POLIA                                                                          |
| 4   | Benedikt                  | 1995     | Petit & Gebr. Edelbrock | 1105             | 874        | ges1 +1             | ALME PATER BENEDICTE MEMENTO CONGREGATIONIS TUAE QUAM POSSEDISTI AB INITIO                                                                              |
| 5   | Anno                      | 1995     | Petit & Gebr. Edelbrock | 941              | 511        | as1 +1              | ALME PATER PATRIAE PLEBEM SACER ANNO TUERE IGERBERGENSEM                                                                                                |
| 6   | Mauritius und Gefährten   | 1993     | Petit & Gebr. Edelbrock | 858              | 393        | b1 +2               | SANCTUS MAURITIUS ET SOCII EIUS MARTYRES / Laetamini in Domino et exsultate justi. Et gloriamini omnes recti corde.                                     |
| 7   | Erpho, Reginhard und Cuno | 1993     | Petit & Gebr. Edelbrock | 628              | 159        | es2 +1              | PRIMI ABBATES SIGEBERGENSES ERPHO REGINHARD CUNO / Sancti estis, dicit Dominus, et multiplicabo numerum vestrum, ut oretis pro populo meo in loco isto. |

## Äbte

### Alte Abtei
- Erpho, 3. Juni 1076, Professmönch von Gorze
- Reginhard, 1076–4. Nov. 1105
- Kuno I., 1105–Mai 1126
- Kuno II., 1126–1146/1147
- Nikolaus I., 1146/1147–1174
- Gerhard I., 1174–1184/1185
- Gerlach, 1184/1185–1191/1200
- Hermann, 1200
- Otto, 1200/1206–1208/1211
- Gottfried I., 1211–1224/1227

- Lambert, 1224/1227–1236/1238
- Gottfried II., 1238–1259
- Dietrich I., 1259–1270/1275
- Adolf, 1270/12275–1302/1303
- Heinrich, 1303–1309
- Dietrich II. von Sülz, 1309–1320
- Wolfard I., 1320–1349

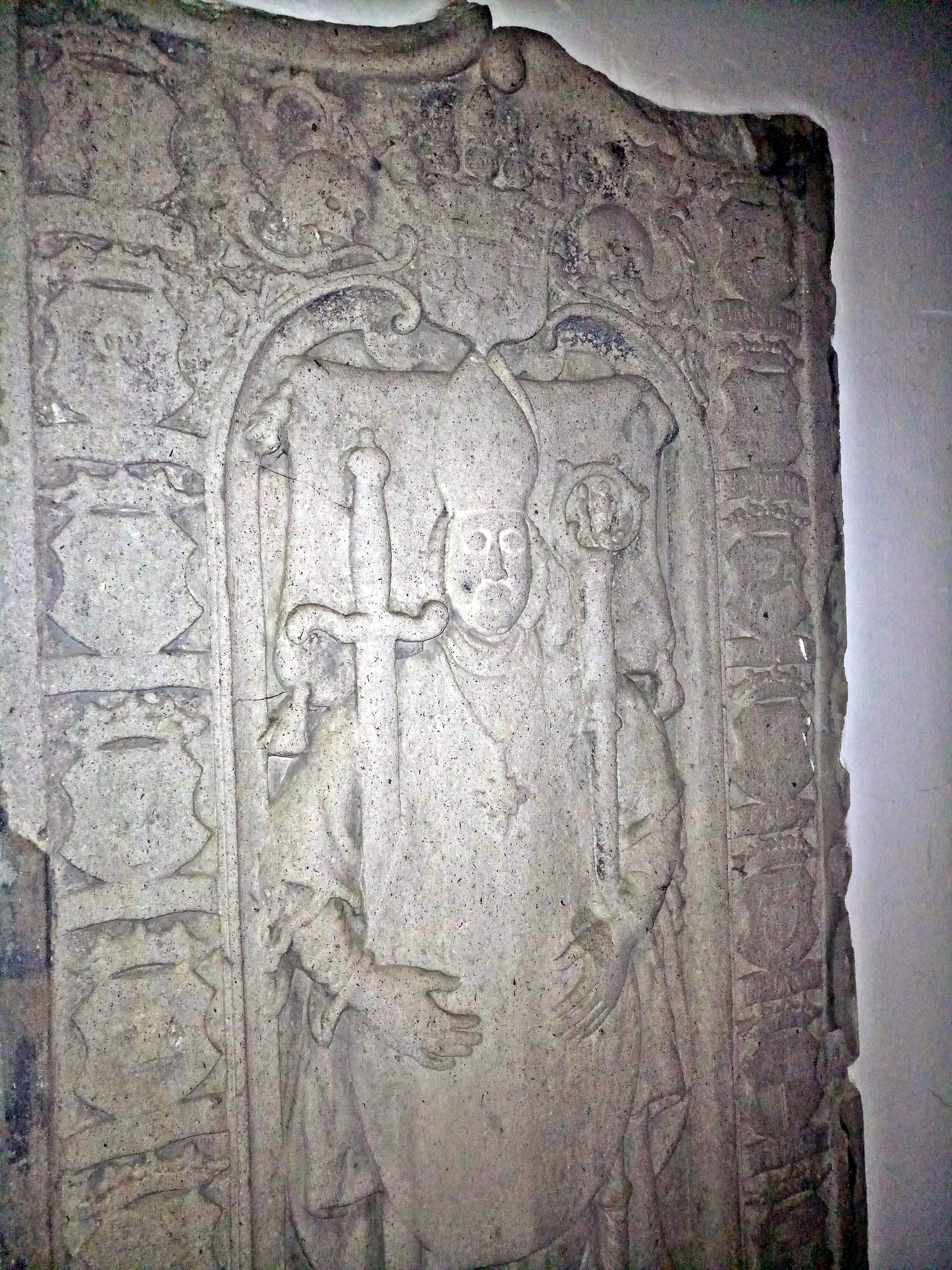
Krypta, Grabplatte von Abt Georg Christoph von Hagen († 1762)

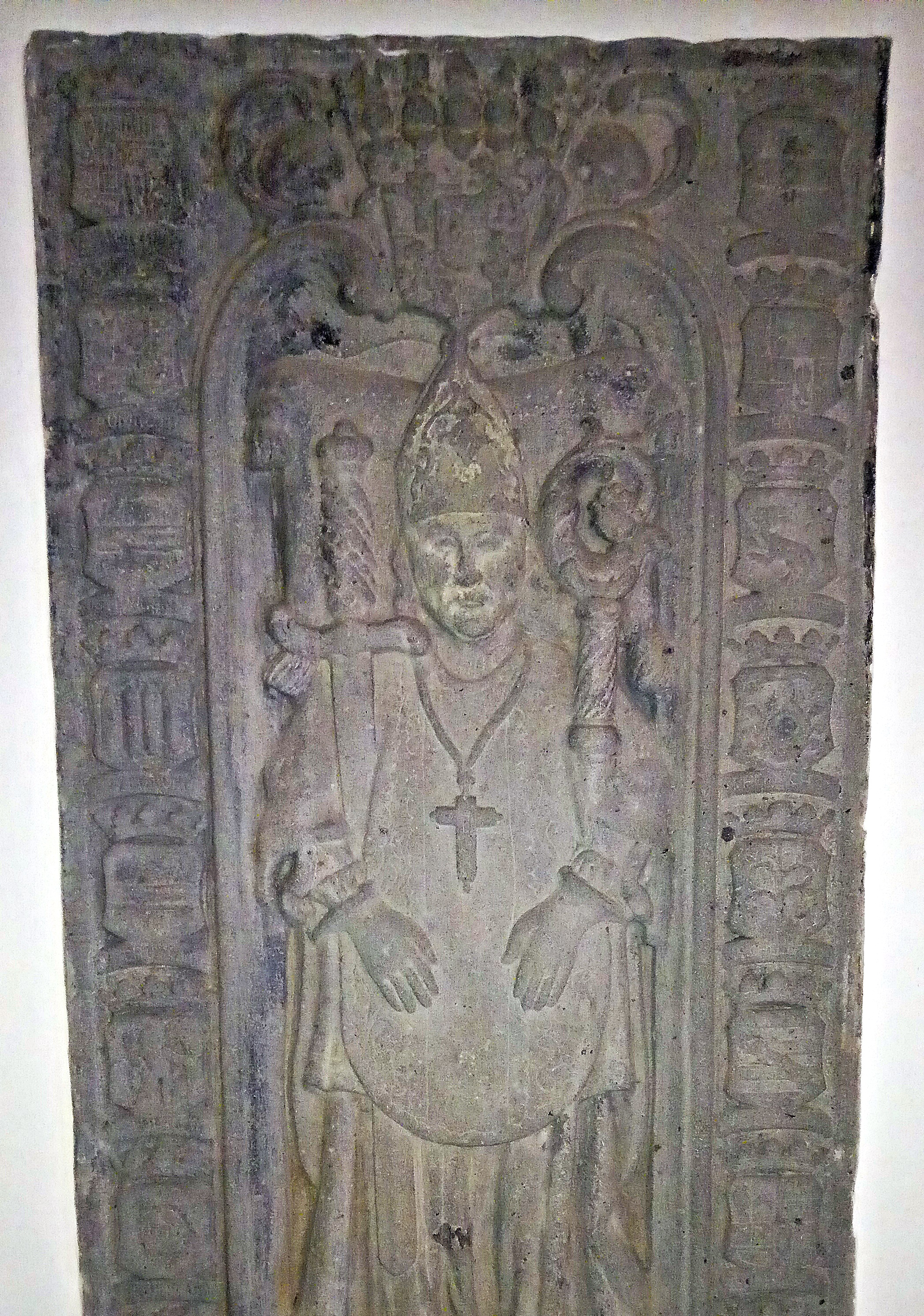
Krypta, Grabplatte von Abt Heinrich Ferdinand Dietrich Gottfried von Schaumberg († 1779)

- Reinhard II. von Lülsdorf, 1350–1358
- Nikolaus II. von Lahnstein, 1358–1364
- Dietrich III. von der Horst, 1365–1369/1370
- Wolfard II. von Landsberg, 1370/1386/1387
- Pilgrim von Drachenfels, 1387–1415/1416
- Adolf II. von Vorst, 1417–1419
- Wilhelm I. L.B. Spies von Büllesheim, 1419–1462
- Wilhelm II. von Lülsdorf, 1462–1489
- Johann I. von Nesselrode, 1489–1506
- Gerhard II. von Plettenberg, 1506–1516
- Johann II. L.B. von Fürstenberg, 1516–1549
- Hermann von Wachtendonk, 1550–1578
- Gottfried von Eyll, 1578–1587
- Wilhelm von Hochkirchen, 1587–1610
- Gerhard III. Kolf von Vettelhoven, 1610–1620
- Bertram von Bellinghausen, 1620–1653
- Johann Bock von Pattern, 1653–1672
- Bernhard Gustav von Baden-Durlach, 1672–1677
- Heinrich Melchior von Nuland, 1678–1694
- Wilhelm Rutger von Bellinghausen, 1695–1697
- Eugen Theodosius von Hoen, 1697–1706
- Franz Bernhard von Westrem, 1706/1735
- Georg Christoph von Hagen, 1735–1762
- Heinrich Ferdinand Dietrich Gottfried von Schaumberg, 1762–1779
- Franz von Seraing, 1779–1787
- Johann Speyart von Woerden, 1787–1803

### Neue Abtei
- Ignatius Jacobs, 1922 (Prior)
- Gotthard Bayer, 1924 (Prior)
- Liborius Hardebusch, 1928 (Prior)
- Ildefons Schulte Strathaus, 1935–1967
- Alkuin Heising, 1967–1968
  - Reginhard Spilker, 1968–1970 Prior-Administrator
- Placidus Mittler, 1970–2000
  - Raphael Bahrs, 2000–2003 Prior-Administrator
- Raphael Bahrs, 2003–2010

Bildergalerie
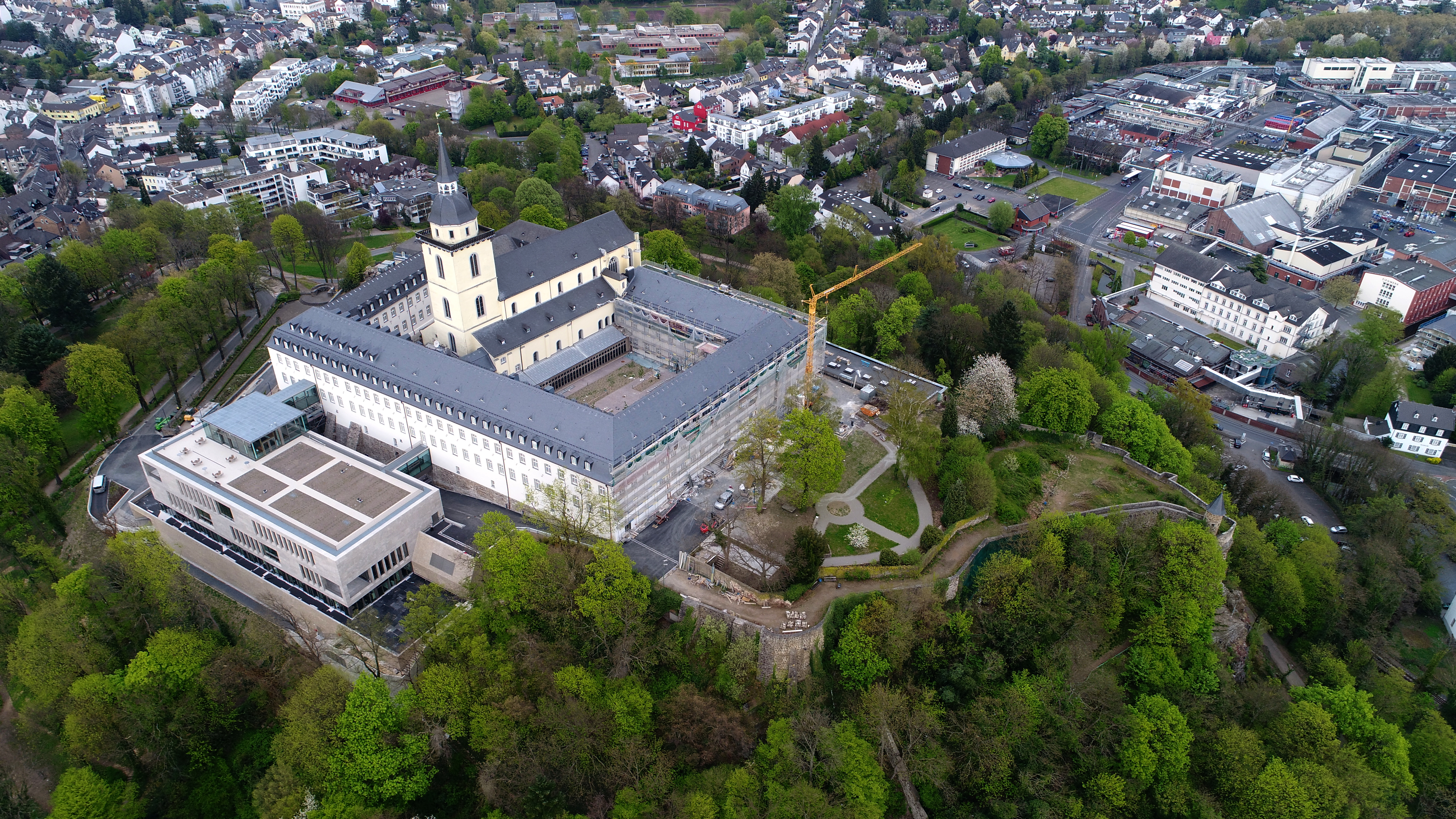
Aus der Vogelperspektive (2017)
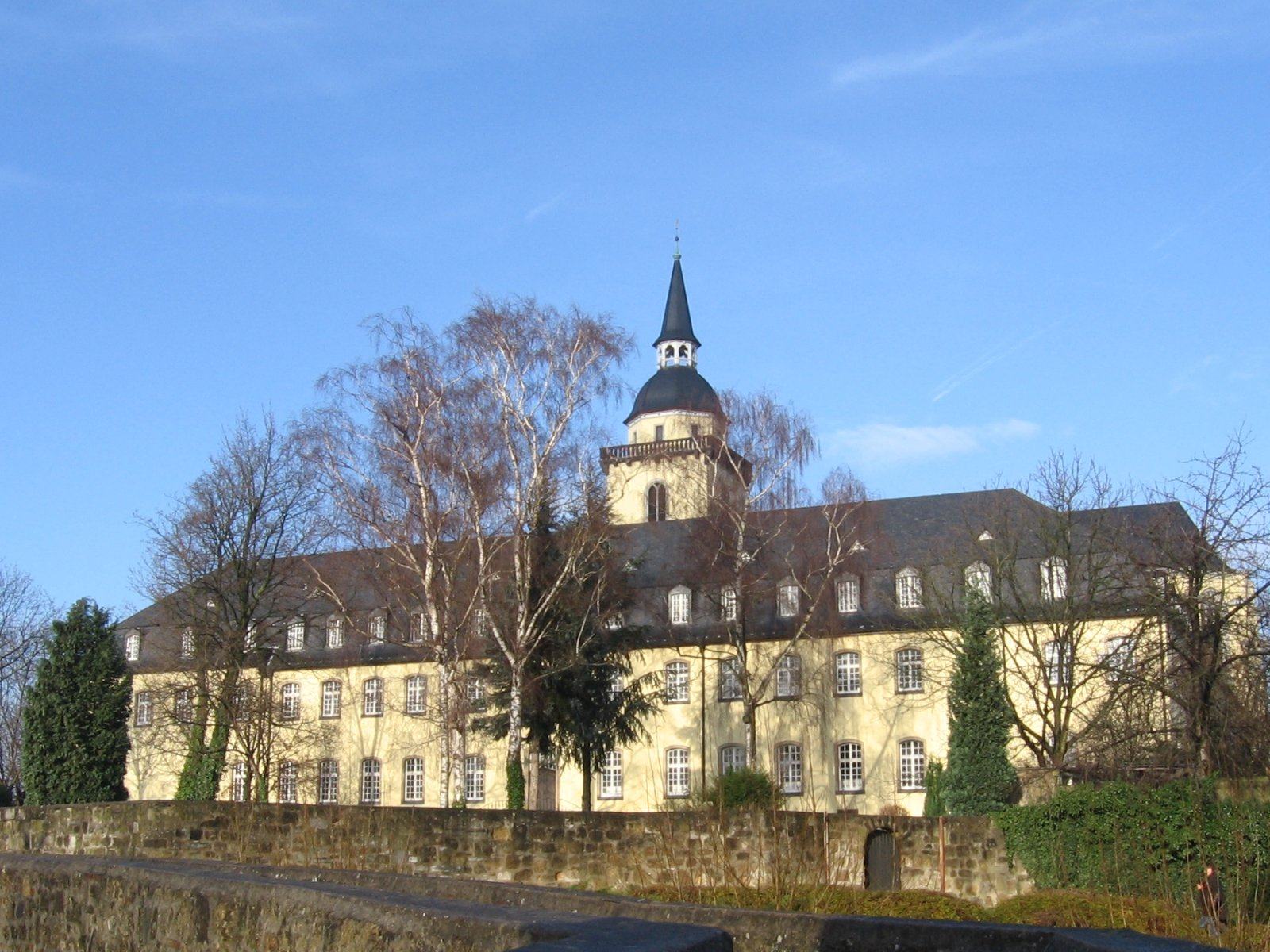
Abtei Michaelsberg
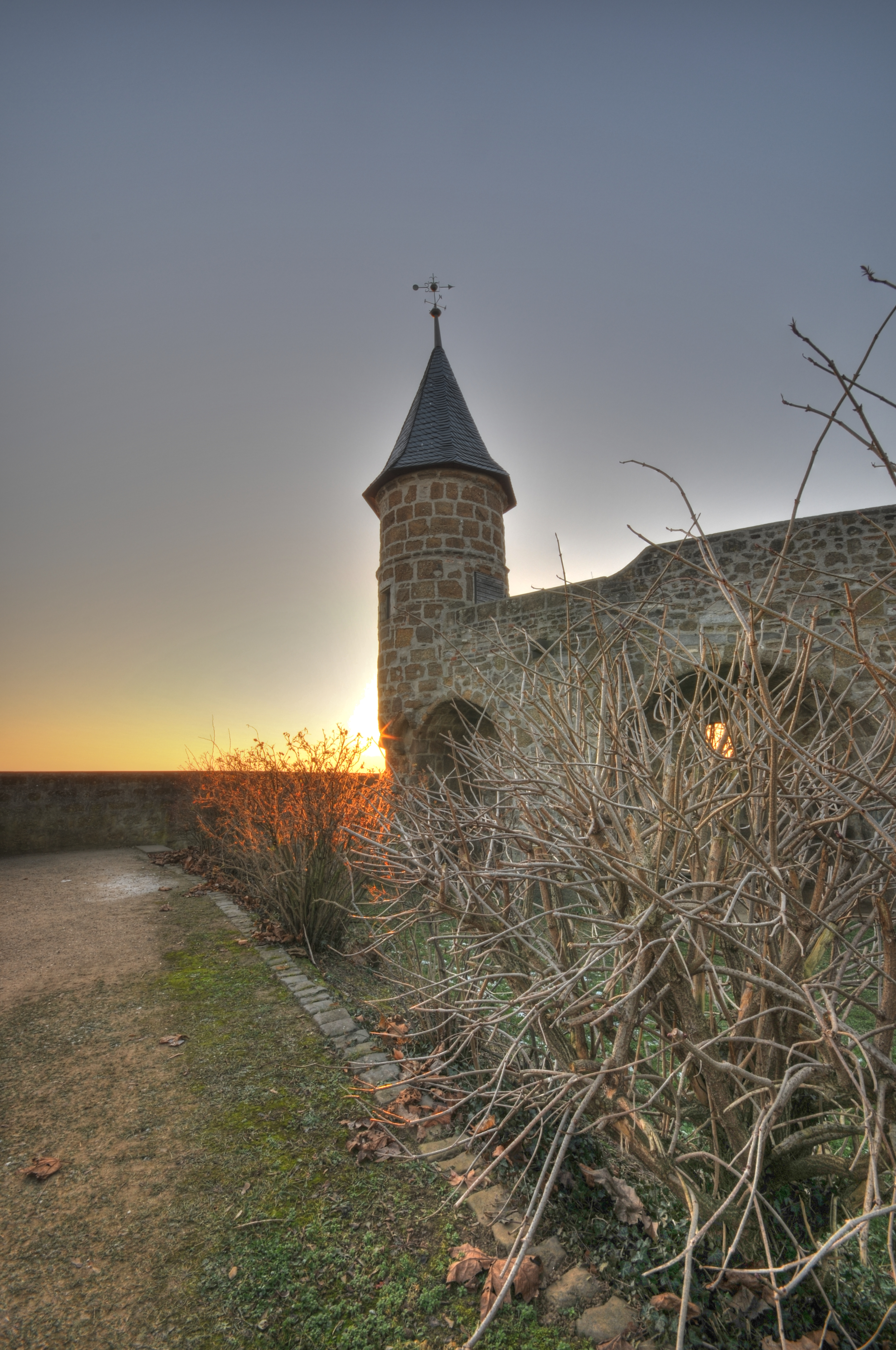
Johannistürmchen
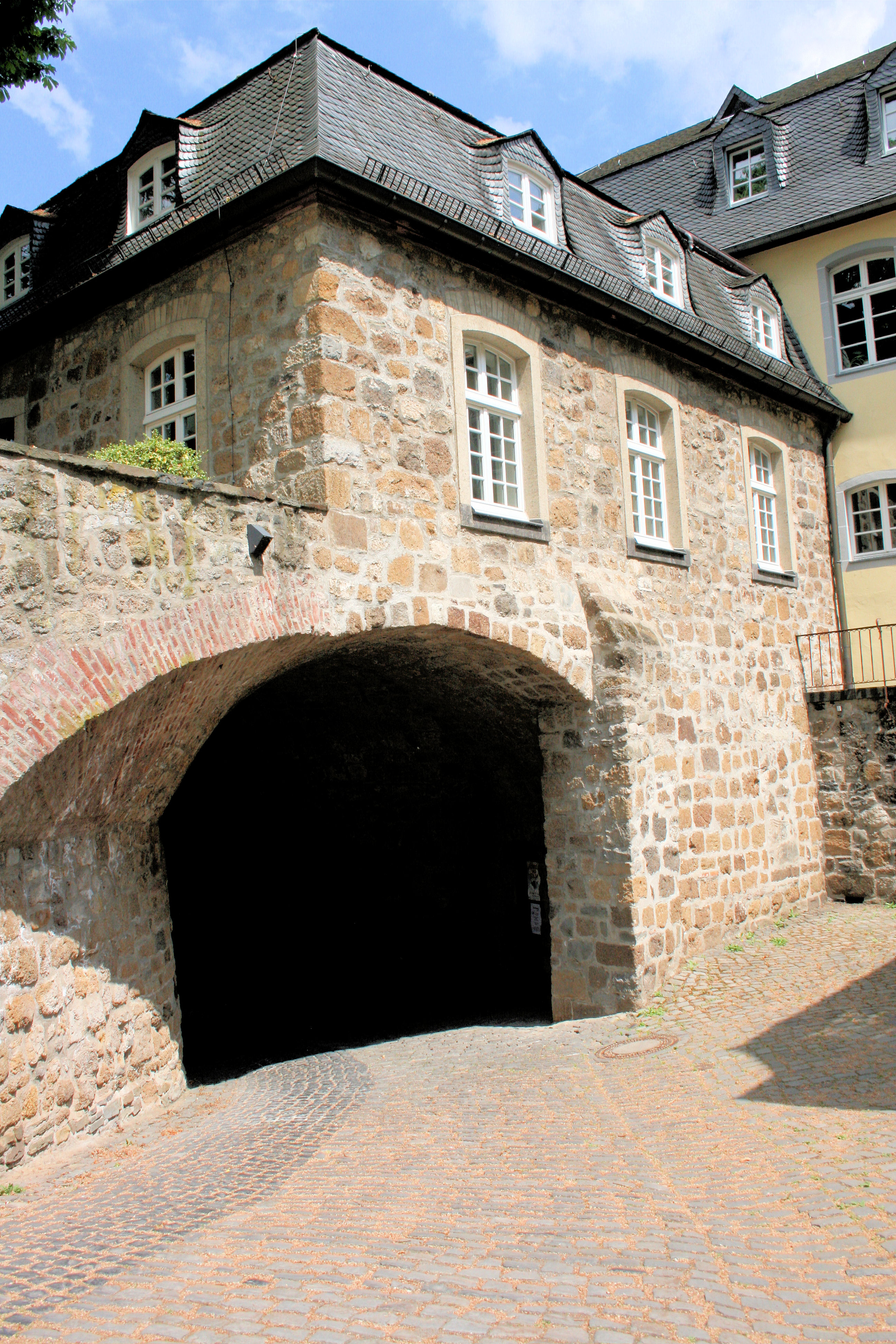
Das Torhaus der Abtei
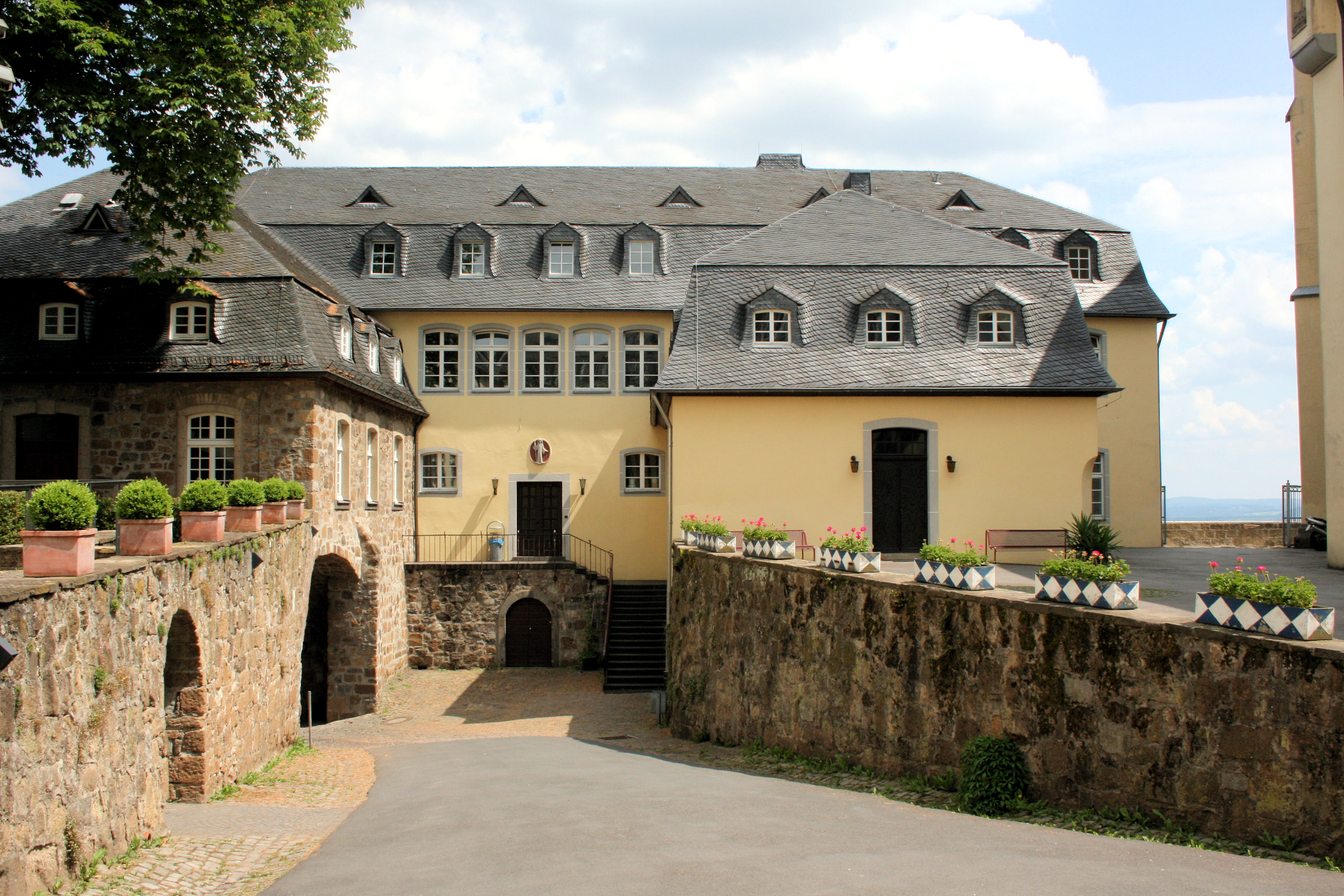
Blick über den Innenhof
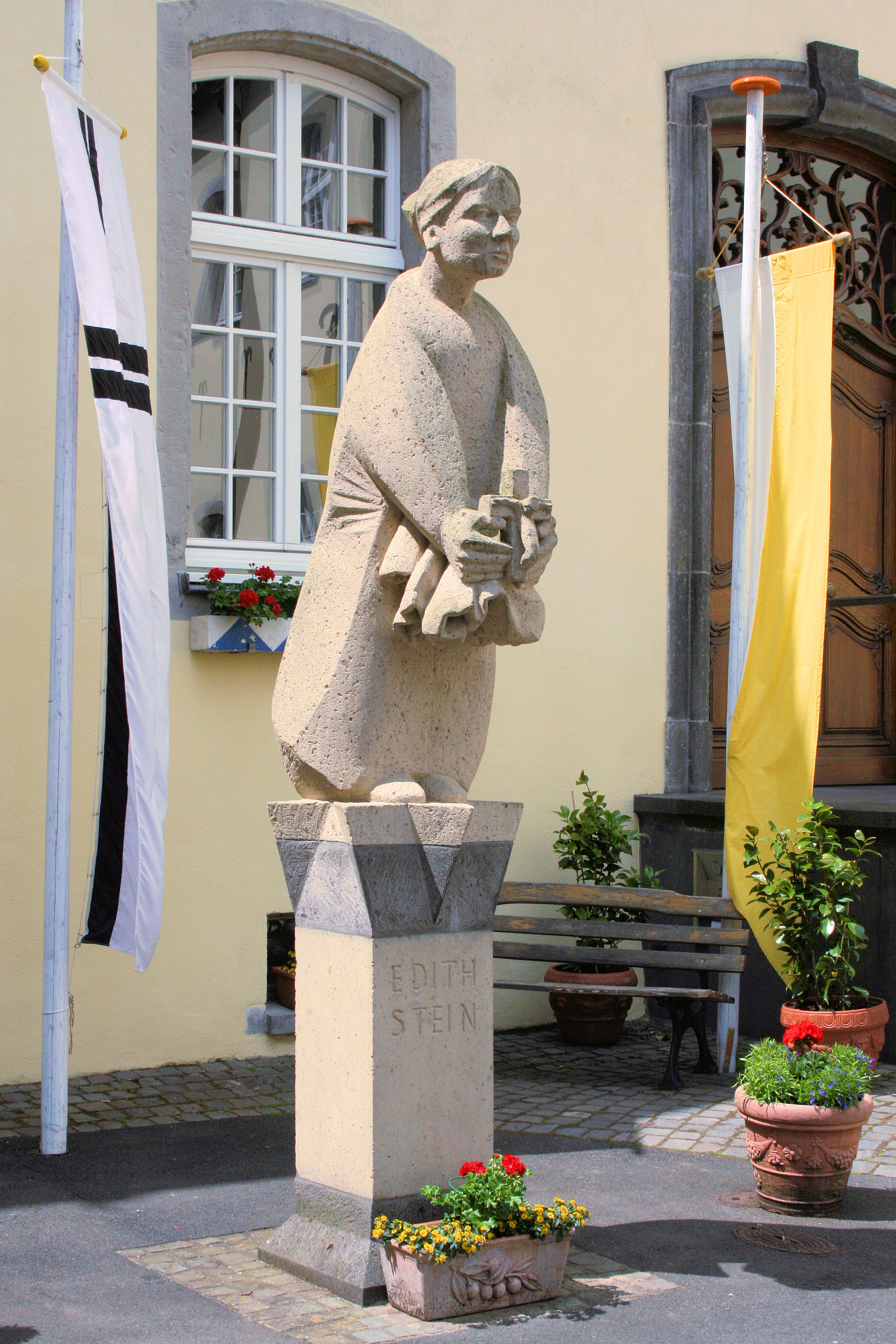
Das Edith-Stein-Denkmal im Innenhof
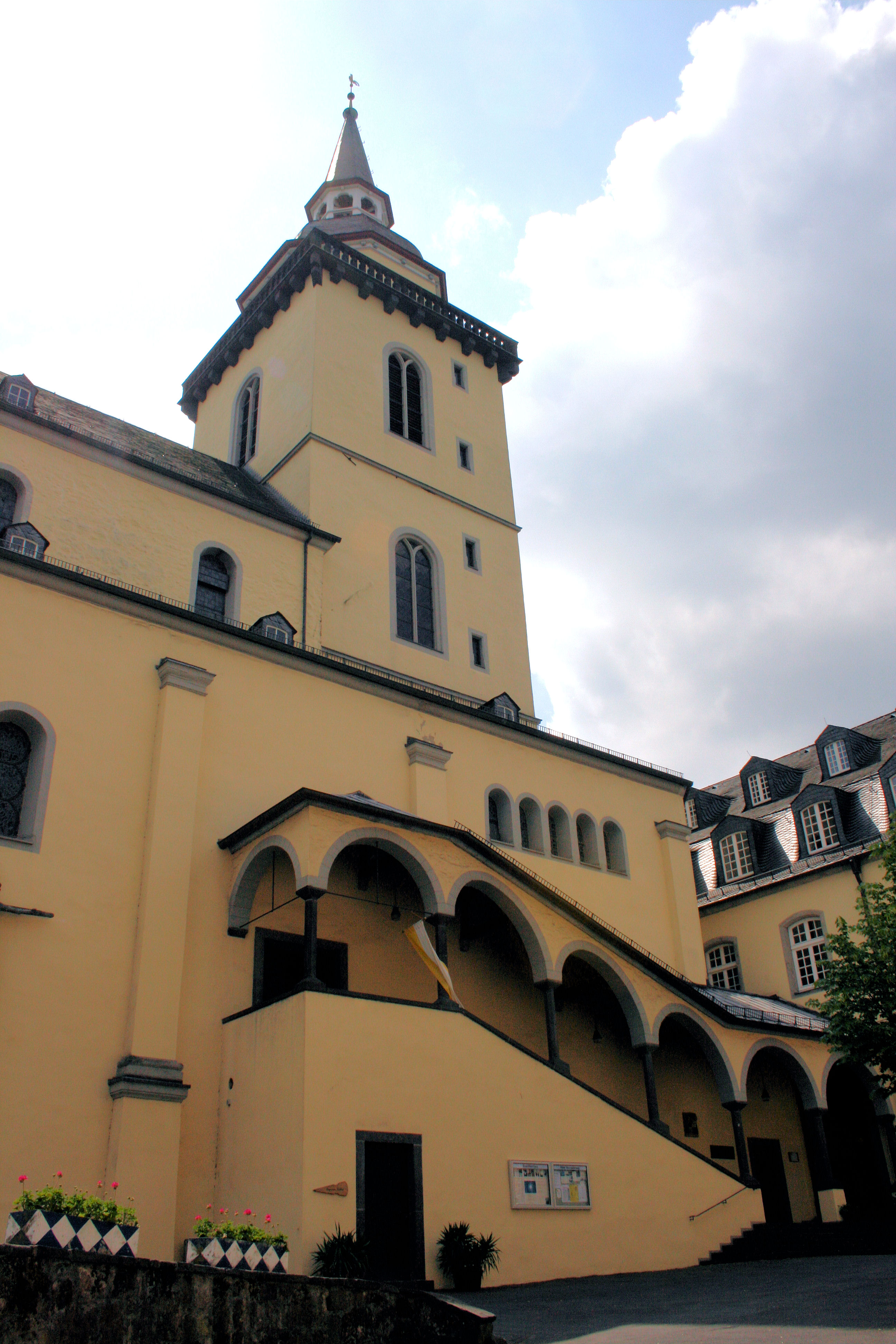
Abteikirche aus Südost
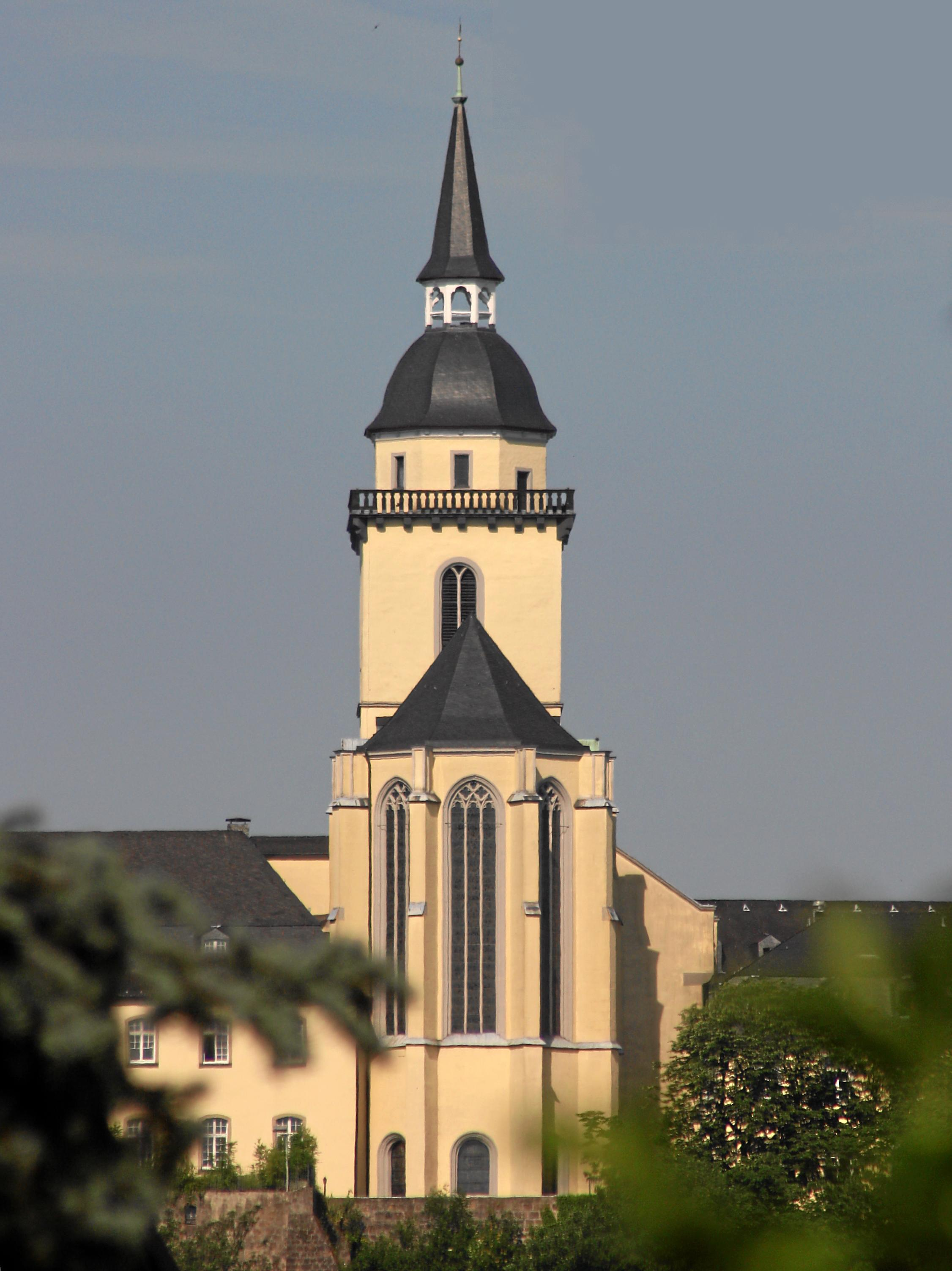
Abteikirche aus Ost
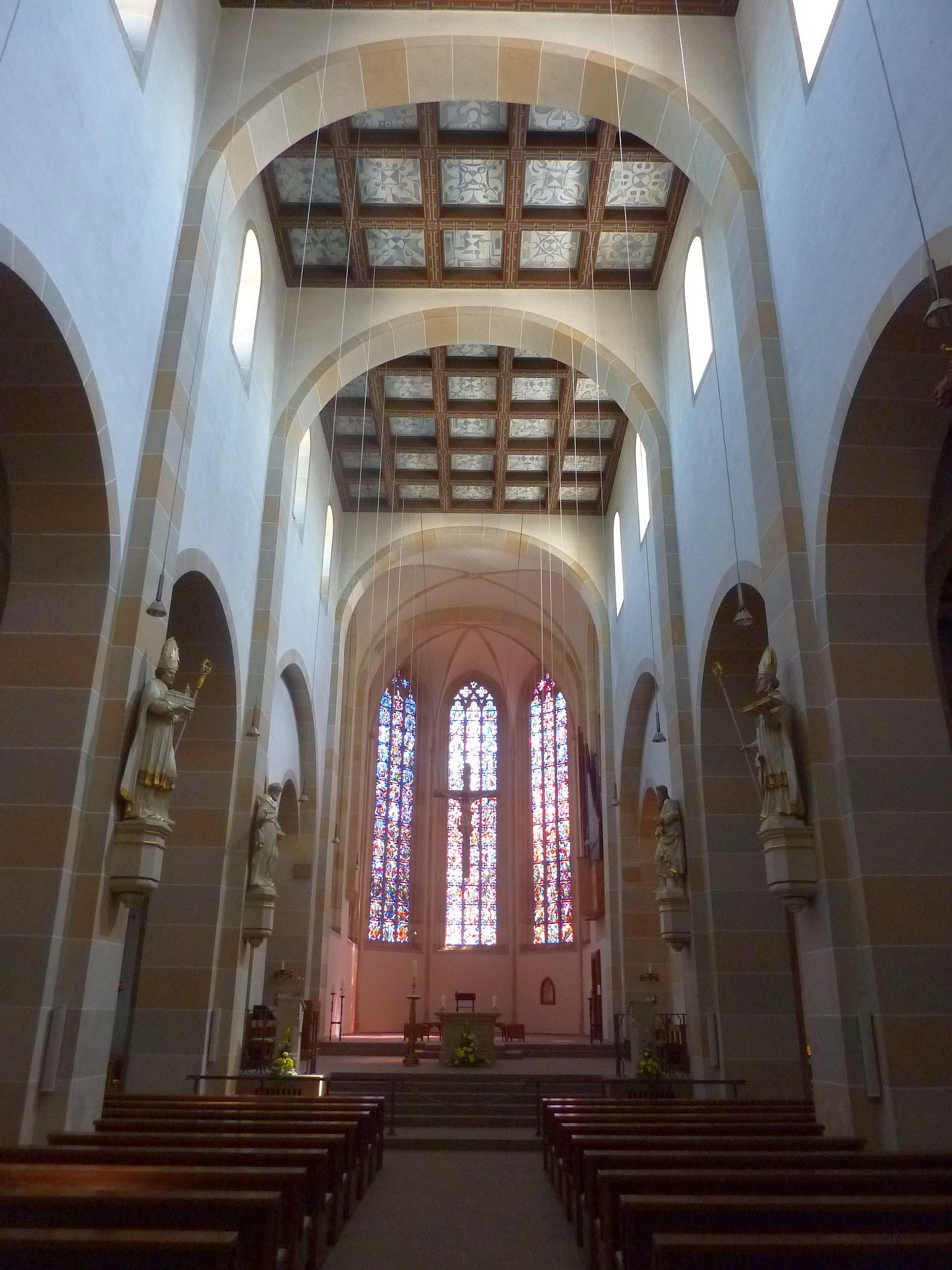
Kirchenschiff
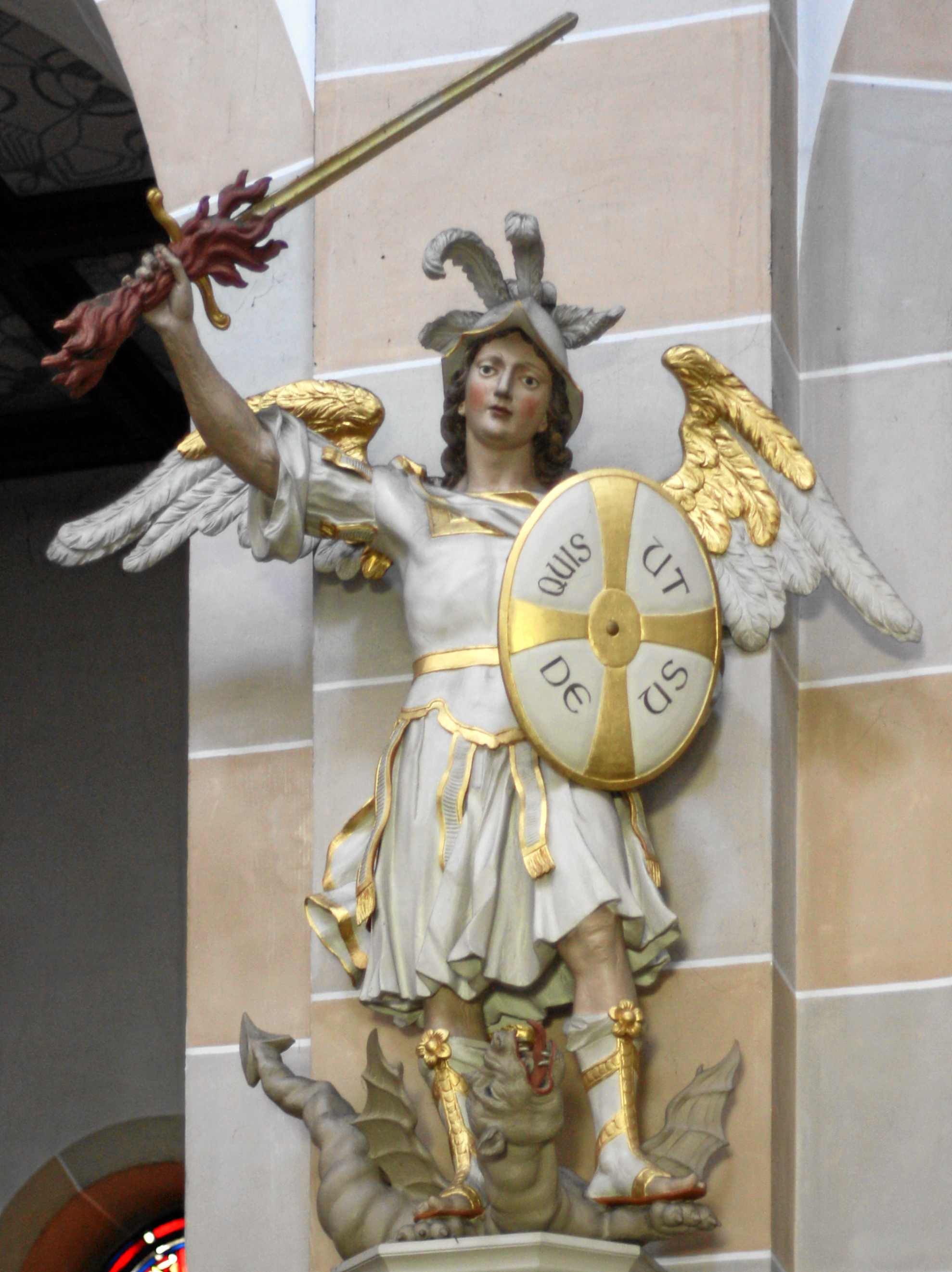
Skulptur des Erzengels Michael in der Abteikirche
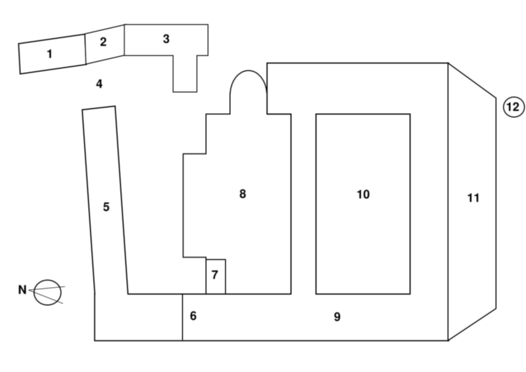
Grundriss der Abtei
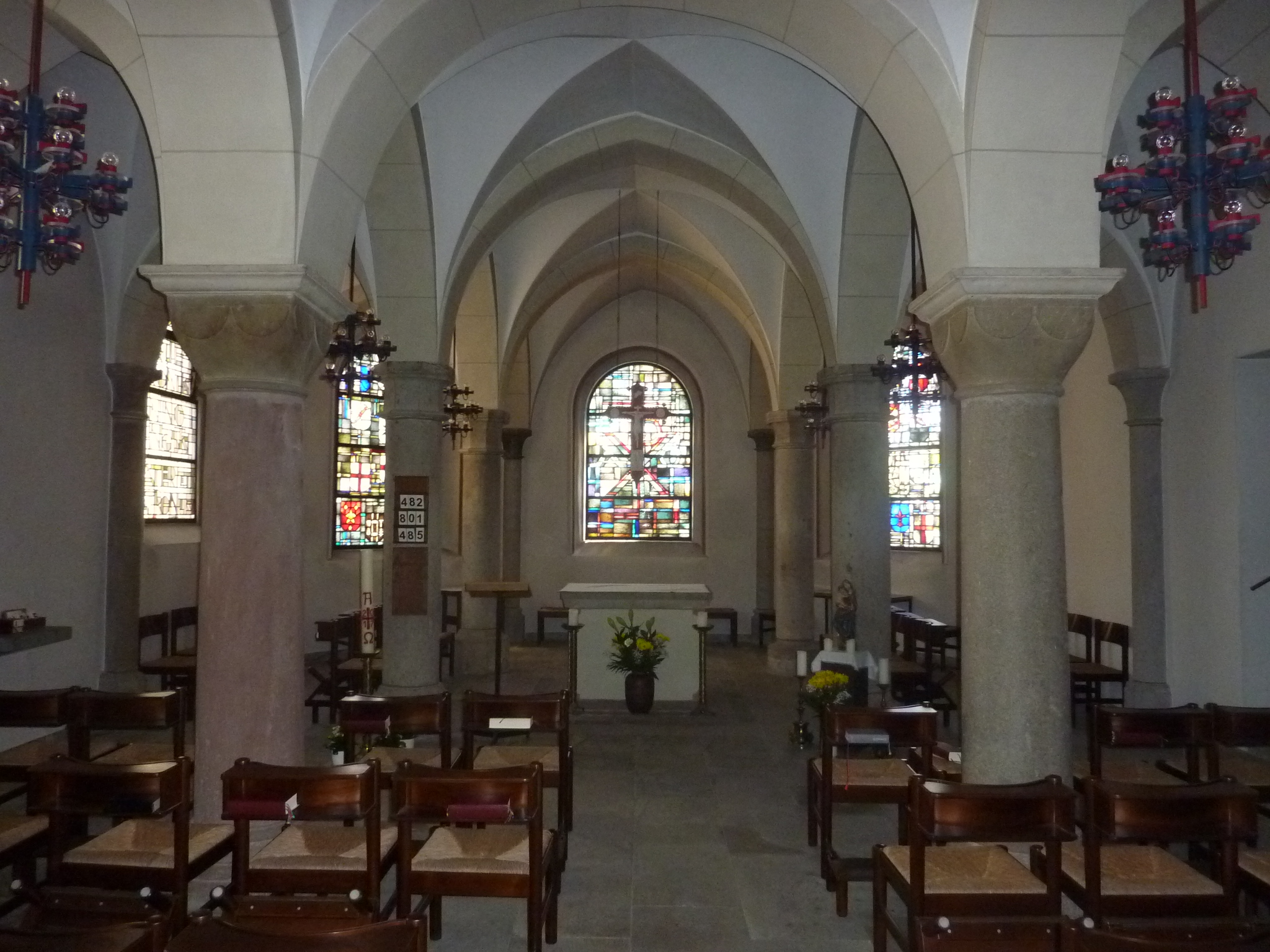
Krypta
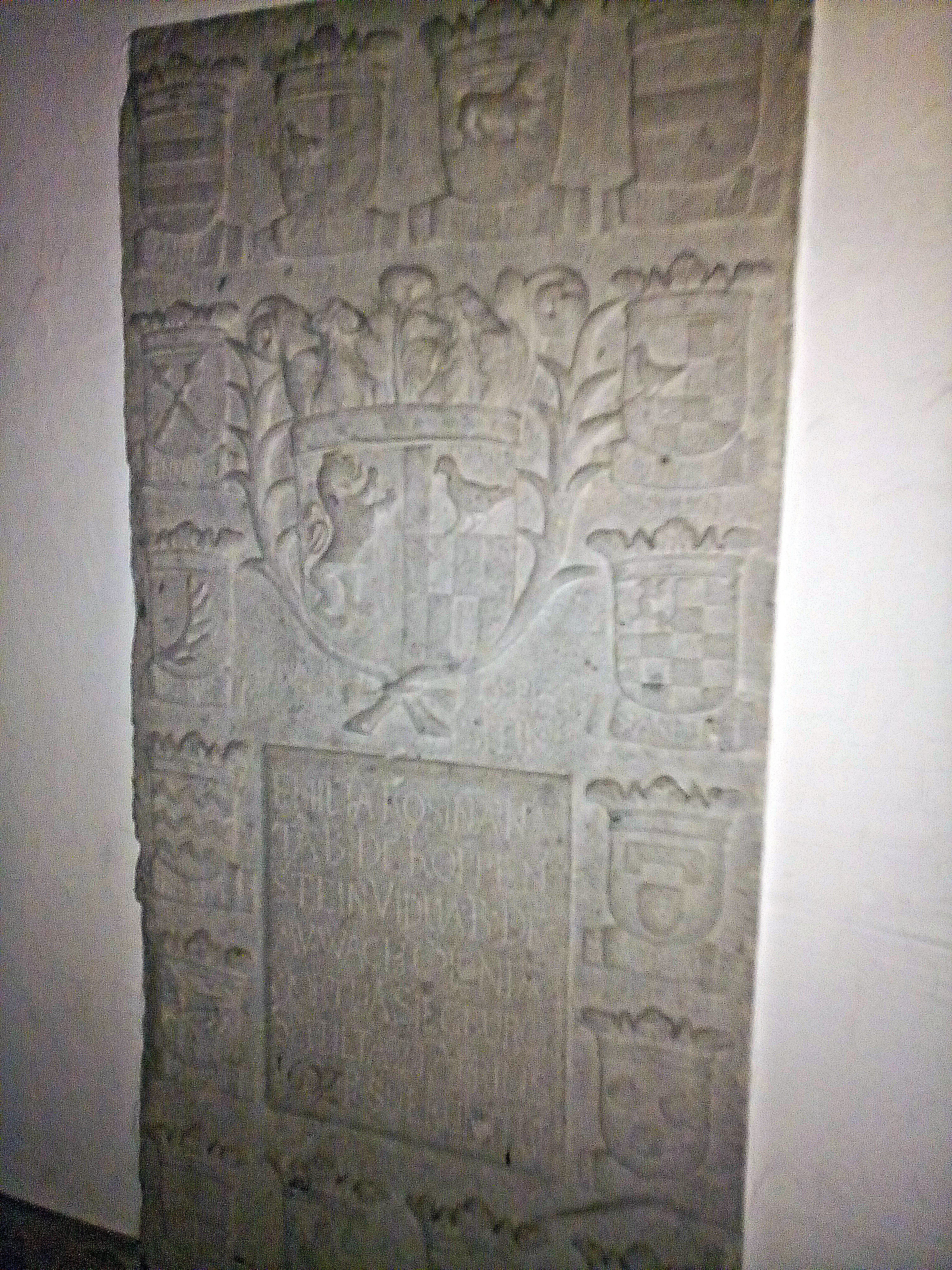
Krypta, Grabplatte Emilia Rosina von Auwach († 1692)